# GY Близнецов
GY Близнецов (лат. GY Geminorum) — одиночная переменная звезда в созвездии Близнецов на расстоянии приблизительно 3 888 световых лет (около 1 192 парсек) от Солнца. Видимая звёздная величина звезды — от +11,9m до +11m.

## Характеристики
GY Близнецов — красная пульсирующая медленная неправильная переменная звезда (LB) спектрального класса M4. Эффективная температура — около 3299 К.